# Christian Schwarzer
Pour les articles homonymes, voir Schwarzer.
Christian Schwarzer, né le 23 octobre 1969 à Brunswick (Basse-Saxe), est un handballeur international allemand évoluant au poste de pivot. Il est notamment champion d'Europe en 2004, champion du monde en 2007 et vice-champion olympique en 2004.

## Palmarès

### Sélection nationale
- Jeux olympiques[3]

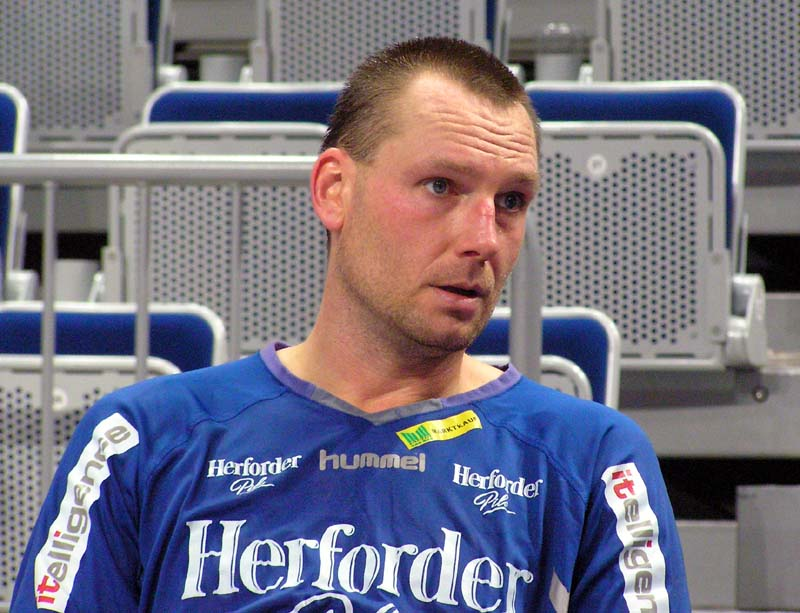
Christian Schwarzer en 2006

  -  médaille d'argent aux Jeux olympiques de 2004 à Athènes,  Grèce
  - 5e aux Jeux olympiques de 2000 à Sydney,  Australie
  - 7e aux Jeux olympiques de 1996 à Atlanta,  États-Unis
  - 9e aux Jeux olympiques de 2008 à Pékin,  Chine
- Championnats du monde
  -  médaille d'or au Championnat du monde 2007,  Allemagne
  -  médaille d'argent au Championnat du monde 2003,  Portugal
  - 4e au Championnat du monde 1995,  Islande
  - 5e au Championnat du monde 1999,  Égypte
  - 6e au Championnat du monde 1993,  Suède
  - 8e au Championnat du monde 2001,  France
- Championnats d'Europe
  -  médaille d'or au Championnat d'Europe 2004,  Slovénie
  -  médaille d'argent au Championnat d'Europe 2002,  Suède
  -  médaille de bronze au Championnat d'Europe 1998,  Italie
  - 8e au Championnat d'Europe 1996,  Espagne
  - 9e au Championnat d'Europe 1994,  Portugal
- 318 sélections et 965 buts

### Club
Compétitions internationales
- Ligue des champions
  - Vainqueur (1) : 2000
  - Finaliste en 2001 (avec FC Barcelone)
- Coupe de l'EHF (C3) (1) : 2006 (avec TBV Lemgo)
- Coupe des Villes (1) : 1995 (avec TV Niederwürzbach)

Compétitions nationales
- Championnat d'Espagne (1) : 2000
- Coupe du Roi (1) : 2000
- Coupe ASOBAL (2) : 2000 et 2001
- Championnat d'Allemagne (1) : 2003
- Coupe d'Allemagne (1) : 2002

### Distinctions individuelles
- Élu meilleur joueur du Championnat du monde 2003
- Nommé dans l'élection du meilleur handballeur mondial de l'année en 2000, 2001, 2002, 2003 et 2004
- Élu meilleur joueur de l'année en Allemagne en 2001
- Élu meilleur joueur de la saison du championnat d'Allemagne en 2002-2003
- 5e meilleur buteur de l'histoire du championnat d'Allemagne avec 2208 buts marqués
- Recordman du plus grand nombre de matchs joués en championnat d'Allemagne avec 600 matchs disputés[réf. nécessaire]
- 2e meilleur buteur en équipe d'Allemagne avec 966 buts marqués
- 3e joueur ayant le plus de sélections en équipe d'Allemagne avec 319 matchs disputés